# 12657 Bonč-Brujevič
12657 Bonč-Brujevič (1971 QO1) je asteroid iz glavnog asteroidnog pojasa koji je 30. kolovoza 1971. otkrila astronomka Tamara Mihajlovna Smirnova s Krimskog astrofizičkog opservatorija.
Asteroid je dobio ime po fizičaru Alekseju Mihajloviču Bonč-Brujeviču.

## Vanjske poveznice
- Asteroid 12657 Bonč-Brujevič u bazi JPL Small-Body Database Browser

… | (12656) 5170 T-3 | 12657 Bonč-Brujevič | 12658 Peiraios | …